# Anthrax simillimus
Anthrax simillimus är en tvåvingeart som beskrevs av Hesse 1956. Anthrax simillimus ingår i släktet Anthrax och familjen svävflugor. Inga underarter finns listade i Catalogue of Life.